# Липовка (Владимирская область)
Ли́повка — деревня в составе Фоминского сельского поселения Гороховецкого района Владимирской области.

## География
Деревня находится на левом берегу реки Оки, в 19 км на восток от центра сельского поселения села Фоминки.

## Из истории
- В окладных книгах Рязанской епархии за 1676 год в составе прихода села Красно (современное село Красно Вачского района Нижегородской области) упоминается деревня Липовка, в которой было 4 двора.
- В 1850 году Липовка входила в состав владений князя Сергея Григорьевича Голицына.

## Население
| 1859 | 1905 | 1926 | 2002 | 2010 | 2021 |
| ---- | ---- | ---- | ---- | ---- | ---- |
| 139  | ↗187 | ↘182 | ↘10  | ↘2   | ↗3   |